# Terje Bakken
Terje Bakken, meglio conosciuto come Valfar (Sogndal, 3 settembre 1978 – Reppastølen, 14/16 gennaio 2004), è stato un musicista norvegese.

## Biografia
È stato il fondatore della band black/folk/viking metal Windir, nata come suo progetto  one-man-band (oltre a cantare suonava anche fisarmonica, chitarra, basso e  tastiere fino al 1999, anno in cui è stato affiancato dai musicisti della band Ulcus).
Terje è nato e cresciuto in Sogndal e di ciò andava molto fiero: si può chiaramente notare l'importanza di Sogndal nei suoi testi.
Terje decise di formare i Windir in una band completa mentre frequentava l'università, insieme ad alcuni compagni di classe che sarebbero poi diventati i membri della band.
Valfar originariamente cantava in sognamål, il suo dialetto norvegese, ma decise di passare all'inglese in un tentativo di appellarsi ad un pubblico più ampio.
Nonostante il suo stile vocale, Valfar non relazionava la sua musica con il black metal, probabilmente a causa dell'operato della scena e di come è stata stereotipata. Invece, soprannominò lo stile musicale dei Windir "Sognametal".
Altre band che presentano un suono Sognametal sono Cor Scorpii, Vreid, Feigd, Mistur e Sigtyr.
Il 14 gennaio 2004, incamminatosi verso casa dopo esser stato a trovare i genitori a Fagereggi, non fece più ritorno. Valfar si ritrovò in una tempesta di neve e venne trovato morto per ipotermia a Reppastølen il 17 gennaio, in una vallata vicino alla sua città natale Sogndal; il decesso avvenne approssimativamente tra il 14 e il 16 gennaio.
Fu sepolto il 27 gennaio alla chiesa Stedje.
Nel settembre 2004 uscì l'album Valfar, ein Windir, raccolta dedicata alla sua memoria.

## Discografia con i Windir
- 1994 - Sognariket
- 1995 - Det Gamle Riket
- 1997 - Sóknardalr
- 1999 - Arntor
- 2001 - 1184
- 2003 - Likferd